# Cuaespinós d'Apurímac
El cuaespinós d'Apurímac (Synallaxis courseni) és una espècie d'ocell de la família dels furnàrids (Furnariidae).
Habita al sotabosc dels boscos oberts de Podocarpus, arbusts i bambú dels Andes del sud de Perú.